# Visconde de Aurora
Visconde de Aurora é um título nobiliárquico criado por D. Luís I de Portugal, por Decreto de 7 de Setembro de 1878, em favor de João de Sá Coutinho da Costa de Sousa de Macedo Sotomaior Barreto, depois 1.º Conde de Aurora.
Titulares
1. João de Sá Coutinho da Costa de Sousa de Macedo Sotomaior Barreto, 1.º Visconde e 1.º Conde de Aurora.